# Hồi hướng công đức

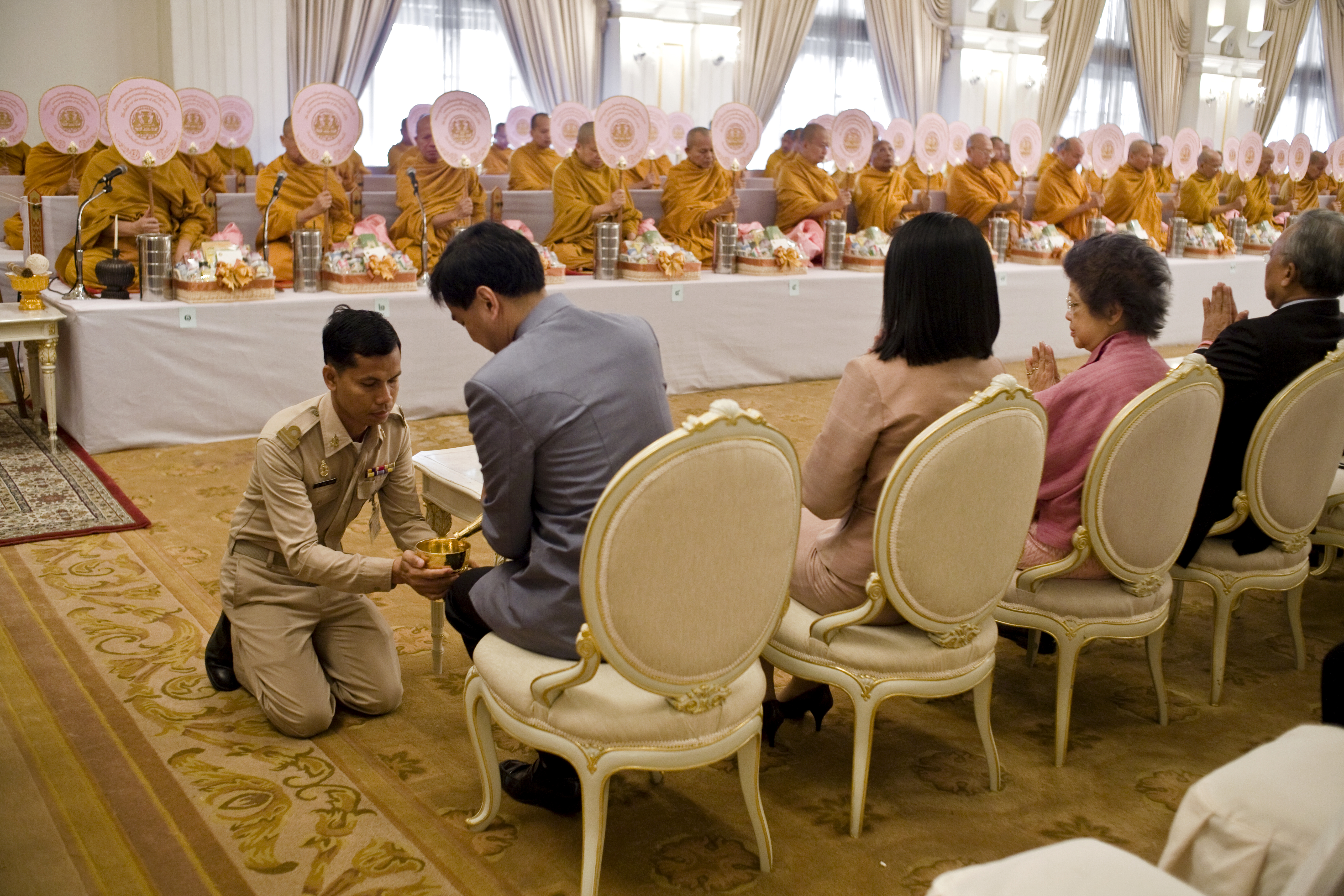
Một hình thức hồi hướng công đức ở Thái Lan: người hồi hướng sẽ đổ nước vào trong một vật chứa.

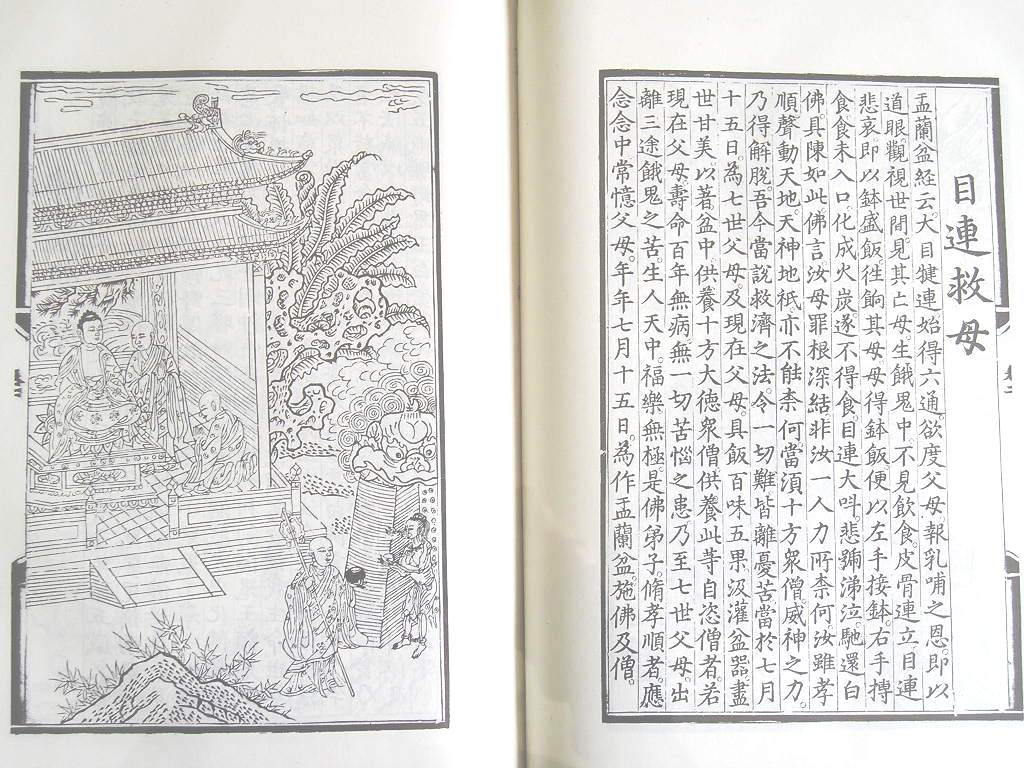
Trong Phật giáo Đông Á, việc thực hành hồi hướng công đức thông qua việc cúng dường cho chư Tăng trở nên phổ biến rộng rãi thông qua câu chuyện Mục Liên Cứu Mẹ.

Hồi hướng công đức (tiếng Phạn:पारिणामना pariṇāmanā, tiếng Pali:pattidāna hoặc pattānumodanā, hay còn được gọi gọn là hồi hướng) là phạm trù quan trọng trong Phật giáo, trong đó hành giả dâng công đức của mình vốn có được từ việc thực hành thiện, đến người thân đã mất, đến Chư Thiên, hoặc tất cả chúng sinh. Việc hồi hướng công đức này được thực hiện bằng cách mong cầu, cầu nguyện thành lời hay hình thức khác, và người thực hiện tin rằng người nhận thường có thể nhận được công đức này, nếu họ vui mừng với những hành động tạo công đức của người chuyển giao. Đôi khi trong các bài kinh đọc tụng, người thực hành cũng có thể đọc to nguyện vọng hồi hướng công đức của mình cho một đối tượng cụ thể hoặc tất cả chúng sinh.Trong Phật giáo, hồi hướng công đức được xem là một lựa chọn tốt hơn so với việc đau buồn khi người thân qua đời.
Một số học giả tin rằng việc hồi hướng công đức này bắt nguồn từ Phật giáo nguyên thủy khi trước đó hay có những phép chuyển giao sức mạnh trong các tôn giáo trước thời Phật giáo, trong khi những người khác nghi ngờ nó có nguồn gốc sau này. Trong Phật giáo Đại thừa, việc hồi hướng công đức trở thành một khía cạnh thiết yếu của Bồ tát đạo, nơi hành giả sử dụng công đức của mình để giúp đỡ tất cả chúng sinh. Việc hồi hướng được thực hành rộng rãi ở tất cả các quốc gia theo Phật giáo, trong các nghi lễ, lễ hội và thực hành hàng ngày. Trong thời hiện đại, việc hồi hướng công đức đã trở thành một phần không thể thiếu của Phật giáo và có một chức năng xã hội quan trọng trong cộng đồng người theo đạo Phật.